# Traian Vuia
Traian Vuia or Trajan Vuia (phát âm tiếng Romania: [traˈjan ˈvuja]; 17 tháng 8 năm 1872 - ngày 3 tháng 9 năm 1950) là một nhà phát minh và người tiên phong hàng không tiên phong Rumani, người đã thiết kế, lắp đặt và thử nghiệm một máy bay cánh đơn cấu hình máy kéo. Ông là người đầu tiên chứng minh rằng một máy bay có thể bay lên không trung bằng cách chạy trên bánh xe trên một con đường bình thường. Ông được coi là người đã tạo ra một cỗ máy bay được 11 mét thực hiện vào ngày 18 tháng 3 năm 1906 và sau này ông tuyên bố một đường bay 24 mét. Mặc dù không thành công trong chuyến bay kéo dài, sáng chế của Vuia ảnh hưởng Louis Blériot trong việc thiết kế máy bay cánh đơn. Sau đó, Vuia cũng thiết kế máy bay trực thăng.
Một công dân Pháp từ năm 1918, Vuia cũng là một người yêu nước vĩ đại, chỉ huy những người Romania (đặc biệt là những người Transylvania) của Pháp trong cuộc kháng chiến trong Thế chiến II. Ông trở lại Romania vào năm 1950.